# Discografia dos Titãs
A discografia dos Titãs contém dezesseis álbuns de estúdio, nove álbuns ao vivo, uma coletânea e nove álbuns de vídeo.

## Álbuns

### Álbuns de estúdio
| Ano  | Álbum | Certificação        |
| ---- | --- | ------------------- |
| 1984 | Titãs - Lançamento: 1984 - Formato: LP, CD - Gravadora: WEA                                                        |                     |
| 1985 | Televisão - Lançamento: 27 de junho de 1985 - Formato: LP, CD - Gravadora: WEA                                     |                     |
| 1986 | Cabeça Dinossauro - Lançamento: 25 de junho de 1986 - Formato: LP, CD - Gravadora: WEA                             | - : PMB: Platina    |
| 1987 | Jesus Não Tem Dentes no País dos Banguelas - Lançamento: 23 de novembro de 1987 - Formato: LP, CD - Gravadora: WEA | - : PMB: 2× Platina |
| 1989 | Õ Blésq Blom - Lançamento: 16 de outubro de 1989 - Formato: LP, CD - Gravadora: WEA                                | - : PMB: Ouro       |
| 1991 | Tudo ao Mesmo Tempo Agora - Lançamento: 23 de setembro de 1991 - Formato: LP, CD - Gravadora: WEA                  | - : PMB: Ouro       |
| 1993 | Titanomaquia - Lançamento: 10 de julho de 1993 - Formato: LP, CD - Gravadora: WEA                                  | - : PMB: Ouro       |
| 1995 | Domingo - Lançamento: 1995 - Formato: LP, CD - Gravadora: WEA                                                      | - : PMB: Platina    |
| 1998 | Volume Dois - Lançamento: 9 de outubro de 1998 - Formato: CD - Gravadora: WEA                                      | - : PMB: 2× Platina |
| 1999 | As Dez Mais - Lançamento: 1999 - Formato: CD - Gravadora: WEA                                                      | - : PMB: Platina    |
| 2001 | A Melhor Banda de Todos os Tempos da Última Semana - Lançamento: 2001 - Formato: CD - Gravadora: Abril Music       | - : PMB: Ouro       |
| 2003 | Como Estão Vocês? - Lançamento: 2003 - Formato: CD - Gravadora: Ariola, BMG                                        |                     |
| 2009 | Sacos Plásticos - Lançamento: 3 de junho de 2009 - Formato: CD - Gravadora: Arsenal, Universal                     |                     |
| 2014 | Nheengatu - Lançamento: 12 de maio de 2014 - Formato: CD, LP, streaming - Gravadora: Som Livre                     |                     |
| 2018 | Doze Flores Amarelas - Lançamento: 25 de maio de 2018 - Formato: CD, streaming - Gravadora: Universal Music        |                     |
| 2021 | Titãs Trio Acústico - Lançamento: 29 de janeiro de 2021 - Formato: CD duplo, streaming - Gravadora: BMG            |                     |
| 2022 | Olho Furta-cor - Lançamento: 2 de setembro de 2022 - Formato: CD, streaming - Gravadora: Midas Music               |                     |

### Álbuns ao vivo
| Ano  | Álbum | Certificação                                     |
| ---- | --- | ------------------------------------------------ |
| 1988 | Go Back - Lançamento: 1988 - Formato: LP, CD - Gravadora: WEA | - : PMB: Platina                                 |
| 1997 | Acústico MTV - Lançamento: 1997 - Formato: CD, VHS, DVD - Gravadora: WEA                                                                                                 | - : PMB: Diamante (CD) - : PMB: 2× Platina (DVD) |
| 2003 | Volume Dois ao Vivo (gravado em 1998) - Lançamento: 2003 - Formato: DVD - Gravadora: WEA                                                                                 | - : PMB: Ouro                                    |
| 2005 | MTV ao Vivo: Titãs - Lançamento: 2005 - Formato: CD, DVD - Gravadora: Ariola, Sony BMG                                                                                   |                                                  |
| 2012 | Cabeça Dinossauro ao Vivo 2012 - Lançamento: 14 de dezembro de 2012 - Formato: CD, DVD, streaming - Gravadora: Titãs - Diversão e Arte (distribuição da Universal Music) |                                                  |
| 2015 | Nheengatu ao Vivo - Lançamento: 28 de agosto de 2015 - Formato: CD, DVD, streaming - Gravadora: Som Livre                                                                |                                                  |
| 2018 | Doze Flores Amarelas ao Vivo - Lançamento: 28 de setembro de 2018 - Formato: DVD, streaming - Gravadora: Universal Music                                                 |                                                  |
| 2024 | Microfonado - Lançamento: 27 de junho de 2024 - Formato: Streaming - Gravadora: Midas Music                                                                              |                                                  |

### Coletâneas oficiais
| Ano  | Álbum                                                                                         | Certificação                                         |
| ---- | --------------------------------------------------------------------------------------------- | ---------------------------------------------------- |
| 1991 | Folha de S.Paulo - Titãs Barão Ira! - Lançamento: 1991 - Formato: CD - Gravadora: WEA         |                                                      |
| 1994 | Titãs 84-94 - Lançamento: 1994 - Formato: CD duplo - Gravadora: WEA                           | - : PMB: Platina (Vol. I) - : PMB: Platina (Vol. II) |
| 1997 | 2 É Demais! - Lançamento: 1997 - Formato: CD - Gravadora: WEA                                 |                                                      |
| 2000 | E-Collection - Sucessos E Raridades - Lançamento: 2000 - Formato: CD Duplo - Gravadora: WEA   |                                                      |
| 2001 | Warner 25 Anos - Lançamento: 2001 - Formato: CD - Gravadora: WEA                              |                                                      |
| 2003 | 4x Rock - Lançamento: 2003 - Formato: CD - Gravadora: WEA                                     |                                                      |
| 2006 | Warner 30 Anos - Lançamento: 2006 - Formato: CD - Gravadora: WEA                              |                                                      |
| 2010 | Grandes Sucessos (Seleção Essencial) - Lançamento: 2010 - Formato: CD - Gravadora: Sony Music |                                                      |
| 2015 | Icollection - Lançamento: 2015 - Formato: CD, Digital - Gravadora: WEA                        |                                                      |

## Singles
| Ano  | Single                                               | Melhores posições | Melhores posições | Melhores posições     | Álbum                                              |
| Ano  | Single                                               | BRA               | BRA Pop           | BRA Pop/Rock Nacional | Álbum                                              |
| ---- | ---------------------------------------------------- | ----------------- | ----------------- | --------------------- | -------------------------------------------------- |
| 1984 | "Sonífera Ilha"                                      | —                 | —                 | —                     | Titãs                                              |
| 1984 | "Toda Cor"                                           | —                 | —                 | —                     | Titãs                                              |
| 1984 | "Go Back"                                            | —                 | —                 | —                     | Titãs                                              |
| 1984 | "Babi Índio"                                         | —                 | —                 | —                     | Titãs                                              |
| 1985 | "Insensível"                                         | —                 | —                 | —                     | Televisão                                          |
| 1985 | "Televisão"                                          | —                 | —                 | —                     | Televisão                                          |
| 1986 | "Massacre"                                           | —                 | —                 | —                     | Televisão                                          |
| 1986 | "AA UU"                                              | —                 | —                 | —                     | Cabeça Dinossauro                                  |
| 1986 | "O Que"                                              | —                 | —                 | —                     | Cabeça Dinossauro                                  |
| 1986 | "Polícia"                                            | —                 | —                 | —                     | Cabeça Dinossauro                                  |
| 1987 | "Homem Primata"                                      | —                 | —                 | —                     | Cabeça Dinossauro                                  |
| 1987 | "Família"                                            | —                 | —                 | —                     | Cabeça Dinossauro                                  |
| 1987 | "Bichos Escrotos"                                    | —                 | —                 | —                     | Cabeça Dinossauro                                  |
| 1987 | "Lugar Nenhum"                                       | —                 | —                 | —                     | Jesus Não Tem Dentes no País dos Banguelas         |
| 1987 | "Comida"                                             | —                 | —                 | —                     | Jesus Não Tem Dentes no País dos Banguelas         |
| 1988 | "Desordem"                                           | —                 | —                 | —                     | Jesus Não Tem Dentes no País dos Banguelas         |
| 1988 | "Diversão"                                           | —                 | —                 | —                     | Jesus Não Tem Dentes no País dos Banguelas         |
| 1988 | "Go Back" (ao vivo)                                  | —                 | —                 | —                     | Go Back                                            |
| 1988 | "Marvin" (ao vivo)                                   | —                 | —                 | —                     | Go Back                                            |
| 1988 | "Não Vou Me Adaptar" (ao vivo)                       | —                 | —                 | —                     | Go Back                                            |
| 1989 | "Flores"                                             | —                 | —                 | —                     | Õ Blésq Blom                                       |
| 1989 | "Miséria"                                            | —                 | —                 | —                     | Õ Blésq Blom                                       |
| 1989 | "Medo"                                               | —                 | —                 | —                     | Õ Blésq Blom                                       |
| 1990 | "Deus e o Diabo"                                     | —                 | —                 | —                     | Õ Blésq Blom                                       |
| 1990 | "O Pulso"                                            | —                 | —                 | —                     | Õ Blésq Blom                                       |
| 1991 | "Saia de Mim"                                        | —                 | —                 | —                     | Tudo ao Mesmo Tempo Agora                          |
| 1991 | "Não É por não Falar"                                | —                 | —                 | —                     | Tudo ao Mesmo Tempo Agora                          |
| 1992 | "Eu Vezes Eu"                                        | —                 | —                 | —                     | Tudo ao Mesmo Tempo Agora                          |
| 1993 | "Será Que É Isso Que Eu Necessito?"                  | —                 | —                 | —                     | Titanomaquia                                       |
| 1993 | "Nem Sempre Se Pode Ser Deus"                        | —                 | —                 | —                     | Titanomaquia                                       |
| 1994 | "A Verdadeira Mary Poppins"                          | —                 | —                 | —                     | Titanomaquia                                       |
| 1994 | "Taxidermia"                                         | —                 | —                 | —                     | Titanomaquia                                       |
| 1995 | "Domingo"                                            | —                 | —                 | —                     | Domingo                                            |
| 1995 | "Eu Não Aguento"                                     | —                 | —                 | —                     | Domingo                                            |
| 1996 | "Eu não Vou Dizer Nada"                              | —                 | —                 | —                     | Domingo                                            |
| 1996 | "Tudo O Que Você Quiser"                             | —                 | —                 | —                     | Domingo                                            |
| 1997 | "Pela Paz"                                           | —                 | —                 | —                     | Domingo                                            |
| 1997 | "Pra Dizer Adeus"                                    | —                 | —                 | —                     | Acústico MTV                                       |
| 1997 | "Flores" part. Marisa Monte                          | —                 | —                 | —                     | Acústico MTV                                       |
| 1998 | "Nem 5 Minutos Guardados"                            | —                 | —                 | —                     | Acústico MTV                                       |
| 1998 | "Os Cegos do Castelo"                                | —                 | —                 | —                     | Acústico MTV                                       |
| 1998 | "É Preciso Saber Viver"                              | —                 | —                 | 5                     | Volume Dois                                        |
| 1998 | "Insensível"                                         | —                 | —                 | —                     | Volume Dois                                        |
| 1999 | "Não Vou Me Adaptar"                                 | —                 | —                 | —                     | Volume Dois                                        |
| 1999 | "Amanhã Não Se Sabe"                                 | —                 | —                 | —                     | Volume Dois                                        |
| 1999 | "Pelados em Santos                                   | —                 | —                 | —                     | As Dez Mais                                        |
| 1999 | "Aluga-Se"                                           | —                 | —                 | —                     | As Dez Mais                                        |
| 2001 | "A Melhor Banda de Todos os Tempos da Última Semana" | —                 | —                 | —                     | A Melhor Banda de Todos os Tempos da Última Semana |
| 2001 | "Isso"                                               | —                 | —                 | 8                     | A Melhor Banda de Todos os Tempos da Última Semana |
| 2002 | "Epitáfio"                                           | —                 | —                 | 7                     | A Melhor Banda de Todos os Tempos da Última Semana |
| 2002 | "O Mundo é Bão, Sebastião!"                          | —                 | —                 | —                     | A Melhor Banda de Todos os Tempos da Última Semana |
| 2003 | "Eu Não Sou Um Bom Lugar"                            | —                 | —                 | —                     | Como Estão Vocês?                                  |
| 2003 | "Enquanto Houver Sol"                                | —                 | —                 | —                     | Como Estão Vocês?                                  |
| 2004 | "Provas de Amor"                                     | —                 | —                 | —                     | Como Estão Vocês?                                  |
| 2004 | "Vou Duvidar"                                        | —                 | —                 | —                     | Como Estão Vocês?                                  |
| 2005 | "Vossa Excelência"                                   | —                 | —                 | —                     | MTV ao Vivo                                        |
| 2005 | "O Inferno São os Outros"                            | —                 | —                 | —                     | MTV ao Vivo                                        |
| 2006 | "O Portão"                                           | —                 | —                 | —                     | MTV ao Vivo                                        |
| 2006 | "Anjo Exterminador"                                  | —                 | —                 | —                     | MTV ao Vivo                                        |
| 2009 | "Antes de Você"                                      | 66                | —                 | —                     | Sacos Plásticos                                    |
| 2009 | "Porque Eu Sei Que é Amor"                           | 16                | 7                 | —                     | Sacos Plásticos                                    |
| 2014 | "Fardado"                                            | —                 | —                 | —                     | Nheengatu                                          |
| 2015 | "República dos Bananas"                              | —                 | —                 | —                     | Nheengatu                                          |
| 2015 | "Pela Paz" (ao vivo)                                 | —                 | —                 | —                     | Nheengatu ao Vivo                                  |
| 2018 | "É Você"                                             | —                 | —                 | 5                     | Doze Flores Amarelas                               |
| 2019 | "Mesmo Assim (Acústico)"                             | —                 | —                 | 6                     | Doze Flores Amarelas                               |
| 2019 | "Porque Eu Sei que É Amor (Acústico)"                | —                 | —                 | 7                     | Não adicionado à nenhum álbum                      |
| 2020 | "Sonífera Ilha"                                      | —                 | —                 | 6                     | Titãs Trio Acústico                                |
| 2020 | "Enquanto Houver Sol (Trio Acústico)"                | —                 | —                 | 5                     | Titãs Trio Acústico                                |
| 2020 | "Pra Dizer Adeus (Trio Acústico)"                    | —                 | —                 | —                     | Titãs Trio Acústico                                |
| 2022 | "Caos"                                               | —                 | —                 | —                     | Olho Furta-cor                                     |
| 2023 | "Papai e Mamãe"                                      | —                 | —                 | —                     | Olho Furta-cor                                     |
| 2024 | "Marvin" (ft. Vitor Kley)                            | —                 | —                 | —                     | Microfonado                                        |
| 2024 | "Porque Eu Sei que É Amor" (ft. Bruna Magalhães)     | —                 | —                 | —                     | Microfonado                                        |

## Trilhas sonoras
- Hipertensão - AA UU [10]
- Pecado Capital - É Preciso Saber Viver [11]
- Desejos de Mulher - Epitáfio [12]
- O Beijo do Vampiro - Isso [13]
- Três Irmãs - Sonífera Ilha[14]
- Caras & Bocas - Antes de Você[15]
- Cama de Gato - Porque Eu Sei que É Amor[16]
- Cama de Gato - Pelo avesso[16]
- Planeta Morto - A Era dos Halley (1985)
- AAUU - Hipertensão (1986)
- Família - Corpo Santo (1987)
- Nem Sempre Se Pode Ser Deus - Confissões de Adolescente (1994)
- É Preciso Saber Viver - Pecado Capital (1998)
- Ciúme - Malhação (2001)
- Epitáfio - Desejos de Mulher (2002)
- Isso - O Beijo do Vampiro (2002)
- Enquanto houver sol - Celebridade (2003)
- Provas de Amor - Como uma Onda (2004)
- Sonífera Ilha - Três Irmãs (2008)
- Meu Erro - Três Irmãs (2008)
- Antes De Você - Caras & Bocas (2009)
- Pelo Avesso - Cama de Gato (2009)
- Porque eu sei que Amor - Cama de Gato (2009)
- O Pulso - S.O.S Emergência (2010)
- Go Back - Ti Ti Ti (2010)
- Televisão - Tá no ar (2014)
- Pro Dia Nascer Feliz - Malhação (2016)
- Bichos Escrotos - O Mecanismo (2018)
- Flores - Verão 90 (2019)

## Regravações por outros artistas
- "Sonífera Ilha": Moraes Moreira, Adriana Calcanhotto, Marauê, Blitz, Pato Fu
- "Go Back": LS Jack, Só pra Contrariar, Paralamas do Sucesso (em espanhol), Babado novo + CPM 22 (em espanhol)
- "Polícia": Sepultura, Nocaute
- "AA UU": Nocaute
- "Eu Prefiro Correr": Patrícia Marx
- "Estrelas": Adriana Calcanhotto
- "Vai Pra Rua": Banzé
- "Família": Molejo, Planta e Raiz
- "Bichos Escrotos": Cássia Eller, Rancore, Mr. Catra
- "Estado Violência": Biquini Cavadão
- "Comida": Marisa Monte, Maria Bethânia, Exaltasamba, Ney Matogrosso
- "Marvin (Patches)": Jeito Moleque, Biquini Cavadão, Paulo Ricardo
- "Miséria": Maria Bethânia, Adriana Calcanhotto
- "Agora": Maria Bethânia
- "Querem Meu Sangue": Cidade Negra
- "Disneylândia": Jorge Drexler
- "Amanhã não se Sabe": LS Jack
- "Epitáfio": Fábio Júnior, Nasi, Ana Carolina, Tangos e Tragédias, Tim, Gal Costa
- "Vossa Excelência": Xutos & Pontapés
- "Dissertação do Papa Sobre o Crime Seguida de Orgia": Maldita
- "Charles Chacal": Garotas Suecas
- "Flores": Ira! [17]
- "Televisão": Lulu Santos [18]
- "Tudo o que Você Quiser": Reincidentes